# مبرهنة العلم البريطاني

استناداً إلى مبرهنة العلم البريطاني، فإن المربعين الأحمرين لهما نفس المساحة الإجمالية للمربعين الأزرقين

في الهندسة الإقليدية، مبرهنة العلم البريطاني تنص على أنه إذا كانت النقطة P داخل المستطيل ABCD، فإن مجموع مربعَي المسافتين الإقليديتين بين P ورأسين متقابلين في هذا المستطيل، تساوي مجموع مربعي المسافتين بين P والنقطتين الأخريين المتقابلتين.
أي أن: {\displaystyle AP^{2}+CP^{2}=BP^{2}+DP^{2}}
تتحقق المبرهنة أيضاً إذا كانت النقطة P خارج المستطيل ABCD، ويمكن تعميمها إلى أي نقطة في الفضاء الإقليدي.
بصورة عامة، سيكون مجموع مربعي المسافتين بين النقطة P وكل رأسين متقابلين في متوازي أضلاع على المستوي ذاته مختلفة، لكن الفرق سيعتمد على شكل متوازي الأضلاع، وليس على مكان النقطة P .

## البرهان

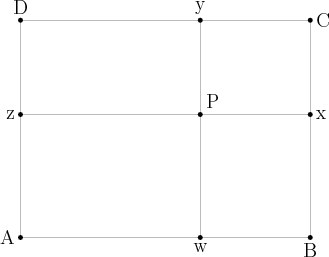
البرهان

نرسم من النقطة P أعمدة على AB، BC، CD، AD، لتلاقيها في النقاط W، X، Y، Z على الترتيب، كما هو مرسوم على الشكل جانباً، نلاحظ أن WY يعامد XZ، وبتطبيق مبرهنة فيثاغورس ، وبملاحظة أن WP=AZ نجد أن:
- {\displaystyle AP^{2}=AW^{2}+WP^{2}=AW^{2}+AZ^{2}}
- {\displaystyle PC^{2}=WB^{2}+ZD^{2}}
- {\displaystyle BP^{2}=WB^{2}+AZ^{2}}
- {\displaystyle PD^{2}=ZD^{2}+AW^{2}}

ومنه:
{\displaystyle AP^{2}+PC^{2}=(AW^{2}+AZ^{2})+(WB^{2}+ZD^{2})=(WB^{2}+AZ^{2})+(ZD^{2}+AW^{2})=BP^{2}+PD^{2}.\,}

## التسمية

علم المملكة المتحدة بريطانيا.

الاسم مأخوذ من أنه عند رسم القطع المستقيمة الواصلة بين P ورؤوس المستطيل، ورسم الأعمدة من P على الأضلاع، يصبح الشكل الناتج شبيهاً بعلم الاتحاد.